# Internationale Wielerweek 2012
De 27e editie van de Internationale Wielerweek (Italiaans: Settimana Ciclistica Internazionale Coppi-Bartali) werd verreden van 20 tot en met 24 maart.

## Startlijst
| Androni Giocattoli           | Liquigas-Cannondale          | Lampre-ISD          | Astana Pro Team      |
| Farnese Vini–Selle Italia    | Colnago-CSF Inox             | Acqua & Sapone      | Coldeportes-Colombia |
| Utensilnord-Named            | Topsport Vlaanderen-Mercator | Team SpiderTech-C10 | Team NetApp          |
| Unitedhealthcare Pro Cycling | Team Nippo                   | Endura Racing       | Miche-Guerciotti     |
| Team Oster Hus-Ridley        | Itera-Katjoesja              | Adria Mobil         | Team Idea            |

## Etappe-uitslagen
| Misano Adriatico – Riccione (140,8 km) |                        |                              |          |
| Plaats                                 | Naam                   | Ploeg                        | Tijd     |
| Winnaar                                | Andrea Palini          | Team Idea                    | 3u16'31" |
| 2                                      | Cesare Benedetti       | Team NetApp                  | z.t.     |
| 3                                      | Pieter Serry           | Topsport Vlaanderen-Mercator | z.t.     |
| 4                                      | Gabriele Bosisio       | Utensilnord-Named            | z.t.     |
| 5                                      | Will Routley           | Spidertech Powered by C10    | z.t.     |
| 6                                      | Sven Erik Bystrom      | Team Øster Hus-Ridley        | z.t.     |
| 7                                      | Kevin Seeldraeyers     | Astana Pro Team              | z.t.     |
| 8                                      | Alessandro Spezialetti | Lampre-ISD                   | z.t.     |
| 9                                      | Mauro Abel Richeze     | Team Nippo                   | z.t.     |
| 10                                     | Elia Viviani           | Liquigas-Cannondale          | z.t.     |

| Gatteo – Gatteo (99,5 km) |                     |                              |          |
| Plaats                    | Naam                | Ploeg                        | Tijd     |
| Winnaar                   | Elia Viviani        | Liquigas-Cannondale          | 2u21'08" |
| 2                         | Maximiliano Richeze | Team Nippo                   | z.t.     |
| 3                         | Enrico Battaglin    | Colnago-CSF Inox             | z.t.     |
| 4                         | Andrea Palini       | Team Idea                    | z.t.     |
| 5                         | Fabio Felline       | Androni Giocattoli           | z.t.     |
| 6                         | Simone Ponzi        | Astana Pro Team              | z.t.     |
| 7                         | Miguel Chavez       | Androni Giocattoli           | z.t.     |
| 8                         | Daniel Schorn       | Team NetApp                  | z.t.     |
| 9                         | Francesco Reda      | Acqua & Sapone               | z.t.     |
| 10                        | Matteo Fedi         | Utensilnord-Named            | z.t.     |
|                           |                     |                              |          |
| 12                        | Pieter Serry        | Topsport Vlaanderen-Mercator | z.t.     |

| Gatteo – Gatteo (ploegentijdrit over 14,9 km) |                     |        |
| Plaats                                        | Ploeg               | Tijd   |
|                                               | Team NetApp         | 16'28" |
| 2                                             | Endura Racing       | +8"    |
| 3                                             | Androni Giocattoli  | +15"   |
| 4                                             | Acqua & Sapone      | +16"   |
| 5                                             | Liquigas-Cannondale | +24"   |
| 6                                             | Utensilnord-Named   | +25"   |
| 7                                             | Colnago-CSF Inox    | +27"   |
| 8                                             | Lampre-ISD          | z.t.   |
| 9                                             | Astana Pro Team     | z.t.   |
| 10                                            | Itera-Katjoesja     | +29"   |

| Fiorano Modenense – Levizzano (151 km) |                    |                              |          |
| Plaats                                 | Naam               | Ploeg                        | Tijd     |
| Winnaar                                | Diego Ulissi       | Lampre-ISD                   | 3u43'04" |
| 2                                      | Rory Sutherland    | Unitedhealthcare Pro Cycling | z.t.     |
| 3                                      | Danilo Di Luca     | Acqua & Sapone               | z.t.     |
| 4                                      | Simone Ponzi       | Astana Pro Team              | z.t.     |
| 5                                      | Enrico Battaglin   | Colnago-CSF Inox             | z.t.     |
| 6                                      | Moreno Moser       | Liquigas-Cannondale          | z.t.     |
| 7                                      | Bartosz Huzarski   | Team NetApp                  | z.t.     |
| 8                                      | Julián Arredondo   | Team Nippo                   | +2"      |
| 9                                      | Paul Voss          | Endura Racing                | z.t.     |
| 10                                     | Gianluca Brambilla | Colnago-CSF Inox             | z.t.     |
|                                        |                    |                              |          |
| 33                                     | Pieter Serry       | Topsport Vlaanderen-Mercator | z.t.     |

| Pavullo – Pavullo (159 km) |                    |                              |          |
| Plaats                     | Naam               | Ploeg                        | Tijd     |
| Winnaar                    | Diego Ulissi       | Lampre-ISD                   | 4u06'15" |
| 2                          | Danilo Di Luca     | Acqua & Sapone               | z.t.     |
| 3                          | Bartosz Huzarski   | Team NetApp                  | z.t.     |
| 4                          | José Serpa         | Androni Giocattoli           | z.t.     |
| 5                          | José Rujano        | Androni Giocattoli           | z.t.     |
| 6                          | Domenico Pozzovivo | Colnago-CSF Inox             | +1"      |
| 7                          | Paul Voss          | Endura Racing                | +7"      |
| 8                          | Damiano Caruso     | Liquigas-Cannondale          | z.t.     |
| 9                          | Kristijan Đurasek  | Adria Mobil                  | z.t.     |
| 10                         | Gianluca Brambilla | Colnago-CSF Inox             | z.t.     |
|                            |                    |                              |          |
| 11                         | Pieter Serry       | Topsport Vlaanderen-Mercator | z.t.     |

| Crevalcore – Crevalcore (individuele tijdrit) (14,3 km) |                      |                              |        |
| Plaats                                                  | Naam                 | Ploeg                        | Tijd   |
| Winnaar                                                 | Jan Bárta            | Team NetApp                  | 16'46" |
| 2                                                       | Adriano Malori       | Lampre-ISD                   | +4"    |
| 3                                                       | Stefano Garzelli     | Acqua & Sapone               | +10"   |
| 4                                                       | Moreno Moser         | Liquigas-Cannondale          | +12"   |
| 5                                                       | Francesco Reda       | Acqua & Sapone               | +13"   |
| 6                                                       | Alessandro De Marchi | Androni Giocattoli           | +21"   |
| 7                                                       | Paul Voss            | Endura Racing                | +22"   |
| 8                                                       | Tanel Kangert        | Astana Pro Team              | z.t.   |
| 9                                                       | Diego Ulissi         | Lampre-ISD                   | +23"   |
| 10                                                      | Matteo Rabottini     | Farnese Vini–Selle Italia    | +26"   |
|                                                         |                      |                              |        |
| 37                                                      | Pieter Serry         | Topsport Vlaanderen-Mercator | +54"   |

## Eindklassement
| Plaats    | Naam             | Ploeg                  | Tijd      |
| --------- | ---------------- | ---------------------- | --------- |
| Roze trui | Jan Bárta        | Team NetApp            | 14u00'21" |
| 2         | Bartosz Huzarski | Team NetApp            | + 13"     |
| 3         | Diego Ulissi     | Lampre-ISD             | + 21"     |
| 4         | Stefano Garzelli | Acqua & Sapone         | + 26"     |
| 5         | Francesco Reda   | Acqua & Sapone         | + 29"     |
| 6         | Paul Voss        | Endura Racing          | + 30"     |
| 7         | Moreno Moser     | Liquigas-Cannondale    | + 34"     |
| 8         | José Serpa       | Androni Giocattoli     | + 39"     |
| 9         | José Rujano      | Androni Giocattoli     | + 47"     |
| 10        | Danilo Di Luca   | Acqua & Sapone         | + 51"     |
|           |                  |                        |           |
| 15        | Pieter Serry     | Topsport Vlaanderen-M. | + 1' 41"  |

1984 · 1985 · 1986 · 1987 · 1988 · 1989 · 1990 · 1991 · 1992 · 1993 · 1994 · 1995 · 1996 · 1997 · 1998 · 1999 · 2000 · 2001 · 2002 · 2003 · 2004 · 2005 · 2006 · 2007 · 2008 · 2009 · 2010 · 2011 · 2012 · 2013 · 2014 · 2015 · 2016 · 2017 . 2018 · 2019 · 2020 · 2021 · 2022 · 2023 · 2024
Etappewedstrijden

 Ster van Bessèges · 
 Ronde van de Middellandse Zee · 
 Ruta del Sol · 
 Ronde van de Algarve · 
 Ronde van de Haut-Var · 
 Driedaagse van West-Vlaanderen · 
 Internationale Wielerweek · 
 Internationaal Wegcriterium · 
 Driedaagse van De Panne-Koksijde · 
 Ronde van de Sarthe · 
 Ronde van Trentino · 
 Ronde van Turkije · 
 Ronde van Asturië · 
 Vierdaagse van Duinkerke · 
 Ronde van Azerbeidzjan · 
 Szlakiem Grodòw Piastowskich · 
 Ronde van Castilië en León · 
 Ronde van Picardië · 
 Ronde van Noorwegen · 
 World Ports Classic · 
 Ronde van Beieren · 
 Ronde van België · 
 Tour des Fjords · 
 Ronde van Estland · 
 Ronde van Luxemburg · 
 Boucles de la Mayenne · 
 Ster ZLM Toer · 
 Ronde van Slovenië · 
 Route du Sud · 
 Ronde van Oostenrijk · 
 Sibiu Cycling Tour · 
 Ronde van Wallonië · 
 Ronde van Portugal · 
 Ronde van Denemarken · 
 Ronde van de Ain · 
 Ronde van Burgos · 
 Arctic Race of Norway · 
 Ronde van de Limousin · 
 Ronde van Poitou-Charentes · 
 Wielerweek van Lombardije · 
 Ronde van Groot-Brittannië · 
 Ronde van Gévaudan Languedoc-Roussillon · 
 Eurométropole Tour
Eendaagse wedstrijden

 GP La Marseillaise · 
 Grote Prijs van de Etruskische Kust · 
 Trofeo Palma · 
 Trofeo Ses Salines · 
 Trofeo Serra de Tramuntana · 
 Trofeo Platja de Muro · 
 Trofeo Laigueglia · 
 Ronde van Murcia · 
 Omloop Het Nieuwsblad · 
 Classic Sud Ardèche · 
 GP Lugano · 
 Clásica de Almería · 
 Kuurne-Brussel-Kuurne · 
 La Drôme Classic · 
 Le Samyn · 
 GP Città di Camaiore · 
 Strade Bianche · 
 Roma Maxima · 
 Ronde van Drenthe · 
 Dwars door Drenthe · 
 Nokere Koerse · 
 GP Nobili Rubinetterie · 
 Handzame Classic · 
 Classic Loire-Atlantique · 
 Grote Prijs van Cholet-Pays de Loire · 
 Dwars door Vlaanderen · 
 Route Adélie de Vitré · 
 Volta Limburg Classic · 
 Grote Prijs Miguel Indurain · 
 Ronde van La Rioja · 
 Scheldeprijs · 
 GP Pino Cerami · 
 Klasika Primavera · 
 Parijs-Camembert · 
 Brabantse Pijl · 
 GP Denain · 
 Ronde van de Finistère · 
 Tro Bro Léon · 
 Ronde van Keulen · 
 La Roue Tourangelle · 
 Rund um den Finanzplatz Eschborn-Frankfurt · 
 Ronde van de Somme · 
 ProRace Berlin · 
 Grote Prijs van Plumelec · 
 Boucles de l'Aulne · 
 Ronde van Zeeland Seaports · 
 Trofeo Melinda · 
 GP Kanton Aargau · 
 Ronde van Limburg · 
 Ronde van de Apennijnen · 
 Halle-Ingooigem · 
 Trofeo Matteotti · 
 Prueba Villafranca de Ordizia · 
 GP Industria & Artigianato-Larciano · 
 Ronde van Toscane · 
 Circuito de Getxo · 
 Polynormande · 
 RideLondon Classic · 
 GP Stad Zottegem · 
 Dutch Food Valley Classic · 
 Châteauroux Classic de l'Indre · 
 Druivenkoers Overijse · 
 Ronde van Veneto · 
 Schaal Sels · 
 Memorial Rik Van Steenbergen · 
 Brussels Cycling Classic · 
 GP Fourmies · 
 Ronde van de Doubs · 
 GP Jef Scherens · 
 Coppa Bernocchi · 
 Coppa Agostoni · 
 GP van Wallonië · 
 Ronde van de Drie Valleien · 
 Kampioenschap van Vlaanderen · 
 Memorial Marco Pantani · 
 Grote Prijs Impanis-Van Petegem · 
 GP van Isbergues · 
 GP Industria & Commercio di Prato · 
 Omloop van het Houtland · 
 Duo Normand · 
 Milaan-Turijn · 
 Ronde van Piëmont · 
 Ronde van het Münsterland · 
 Pro Cycling Marathon · 
 Ronde van de Vendée · 
 Memorial Frank Vandenbroucke · 
 Coppa Sabatini · 
 Parijs-Bourges · 
 Ronde van Emilia · 
 GP Beghelli · 
 Parijs-Tours · 
 Nationale Sluitingsprijs · 
 Ronde van Romagna · 
 Chrono des Nations